# Siempre hay un mañana
Siempre Hay Un Mañana es un disco sencillo Play de la cantante Mexicana de pop latino Yuri.  Éste contiene la canción con la que participó en el Festival OTI Nacional en el año de 1979 y que le da nombre a este disco en foramto EP.

## Antecedentes
En 1979 Yuri participó por primera vez, en el festival de la Organización de Televisión Iberoamericana (OTI), en la eliminatoria mexicana, en la cual fue descalificada debido a que el tema Siempre hay un mañana, de la autoría de Irasema, fue un presunto plagio de la canción McArthur Park, interpretada por Donna Summer. No obstante, el jurado le otorgó, por voto unánime, el premio a la "Revelación femenina del festival".

## Realización y promoción
Terminando el Festival OTI, Discos Gamma decide sacar al mercado este EP con el sencillo que Yuri interpretaría en el festival, aprovechando la promoción de la edición de 1979 del mismo.
En el lado b del sencillo, se encuentra la canción "Adiós Manhattan" con la cual Yuri audicionó para Discos Gamma al iniciar su contrato con la disquera.

## Lista de canciones
| Pista | Título                | Autor(es)                    | Duración |
| ----- | --------------------- | ---------------------------- | -------- |
| 01    | Siempre Hay un Mañana | Irasema                      | 3:20     |
| 02    | Adiós Manhattan       | Miguel Tottis, Bebu Silvetti | 4:34     |